# Дрейссениды
Дрейссениды (лат. Dreissenidae) — семейство двустворчатых моллюсков из отряда Myoida.

## Строение и образ жизни
Вершина раковины смещена к переднему краю, где занимает терминальное или субтерминальное положение, что придаёт сходство с мидиями (Mytilidae). После оседания личинки-велигера на дно, прикрепляются с помощью биссусных нитей к твёрдым субстратам (камням, раковинам других моллюсков) и ведут малоподвижный образ жизни. Исключение составляют лишь представители рода Dreissenomya, обитающие в толще осадка. Питаются, отфильтровывая взвешенные в толще воды съедобные частицы (прежде всего водоросли) с помощью жабр.

## Распространение и таксономия

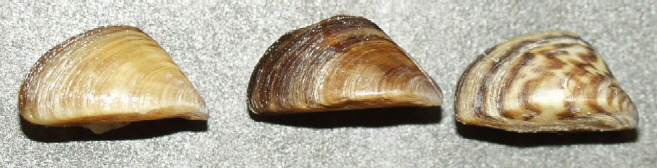
Дрейссена речная (Dreissena polymorpha)

Представители семейства живут в солоноватых и пресных водах Старого и Нового Света. В России обитает один род — Dreissena (в Чёрном, Каспийском и Балтийском морях и реках их бассейнов).

## Таксономия
Ископаемых и современных представителей объединяют в четыре рода:
- Congeria Partsch, 1835
- Dreissena van Beneden, 1835 — Дрейссены typus
- Dreissenomya
- Mytilopsis Conrad, 1857
- Prodreissensia